# Східнонімецько-югославські відносини

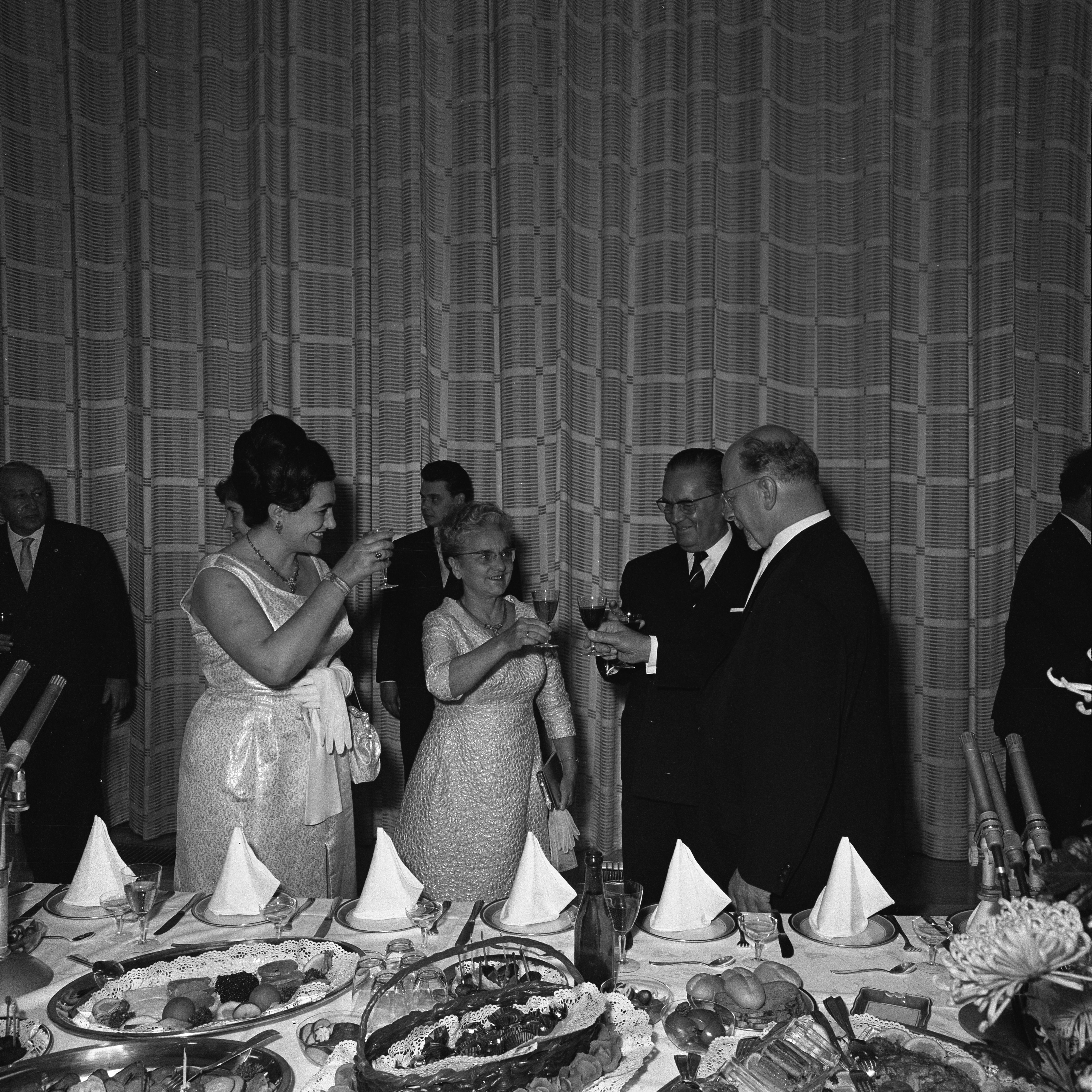
Вальтер Ульбріхт і Йосип Броз Тіто зі своїми дружинами Лотте Ульбріхт і Йованкою Броз у Східному Берліні (8 червня 1965).

Східнонімецько-югославські відносини — історичні двосторонні відносини між колишньою Німецькою Демократичною Республікою та колишньою Федеративною Народною Республікою Югославія/Соціалістичною Федеративною Республікою Югославія. 

## Історія
Югославія визнала Німецьку Демократичну Республіку 15 жовтня 1957 року. Рішення про визнання Східної Німеччини підштовхнуло Західну Німеччину вперше в історії вжити доктрину Гальштейна, обмеживши взаємини з Югославією майже виключно галуззю економіки на одинадцять років (до 1968) аж до початку дії Ostpolitik. Водночас громадяни Югославії були однією з найбільших груп «гастарбайтерів». Значно менша югославська громада жила в Східному Берліні, здебільшого як представники дипломатичного та економічного співробітництва. Югославія визнала Східну Німеччину в рамках своїх зусиль на поліпшення відносин із Радянським Союзом після розколу Тіто-Сталіна 1948 року. На додачу, Югославія 1955 року підписала Белградську декларацію, після чого словесно підтримала радянське вторгнення 1956 року в Угорську Народну Республіку. Ця підтримка змінилася на діаметрально протилежне рішуче протистояння офіційного Белграда вторгненню держав Варшавського договору в Чехословаччину в 1968 році, що привело до повторного зближення між Югославією та Західним блоком.
Під час офіційного візиту до Народної Республіки Болгарія у вересні 1964 року (здійснювався поїздом) голова Державної ради НДР Вальтер Ульбріхт неофіційно відвідав Белград, де зустрівся з президентом Югославії Йосипом Броз Тіто. На відміну від країн Східного блоку, югославське Управління державної безпеки ніколи не розвивало істотної співпраці зі східнонімецькою Штазі через постійний ідеологічний та політичний антагонізм між Белградом і Східним Берліном.

## Додаткова література
- Nećak, Dušan (2002). Hallsteinova doktrina in Jugoslavija. Tito med Zvezno republiko Nemčijo in Nemško demokratično republiko. Razprave Filozofske fakultete. Ljubljana: Znanstveni inštitut Filozofske fakultete. ISBN 86-7207-144-1. (словен.)